# Alcis simulata
Alcis simulata là một loài bướm đêm trong họ Geometridae.